# Lyle Foster
Lyle Brent Foster (ur. 3 września 2000 w Soweto) – południowoafrykański piłkarz grający na pozycji napastnika w klubie Burnley F.C. oraz reprezentacji Południowej Afryki.

## Kariera klubowa
Jest wychowankiem Orlando Pirates. W 2019 trafił do AS Monaco, jednak nie rozegrał tam wielu spotkań i od razu został wypożyczony do Cercle Brugge. Po roku został kupiony przez Vitórię Guimarães. Stamtąd w 2021 trafił na wypożyczenie do KVC Westerlo. Z klubem wygrał II ligę belgijską i awansował do Eerste klasse A, dlatego pozostał w drużynie na kolejny rok na zasadzie transferu definitywnego. W styczniu 2023 Burnley F.C. ogłosiło podpisanie kontraktu z Taylorem. W pierwszych sezonie wygrał z zespołem EFL Championship i awansował do Premier League.

## Kariera reprezentacyjna
Występował w kadrach U-17, U-20 i U-23. W dorosłej reprezentacji Południowej Afryki zadebiutował 3 czerwca 2018 w meczu przeciwko Madagaskarowi. Pierwszą bramkę w kadrze zdobył 9 czerwca 2022 w starciu z Marokiem.